# Лия Макхю
Лия Райън Макхю (на английски: Lia Ryan McHugh; родена през 2005 г) е американска детска актриса.
Тя има роли в „Totem“ (2017), „The Lodge“ и „Into the Dark“ (2019). Играе Спрайт във филма „Вечните“ (2021) от киновселената на Марвел.